# Железнодорожный транспорт в Нигерии

Сеть железных дорог Нигерии. (разными цветами указаны различные колеи)

Железнодорожный транспорт в Нигерии — часть транспорта в Нигерии. Исключительные права на эксплуатацию железных дорог в Нигерии имеет государственное предприятие Nigerian Railway Corporation (NRC). По состоянию на 2014 год общая протяжённость железных дорог — 3798 км, в том числе:
- капская колея (1067 мм) — 3505 км[1],
- европейская колея (1435 мм) — 669 км[2].

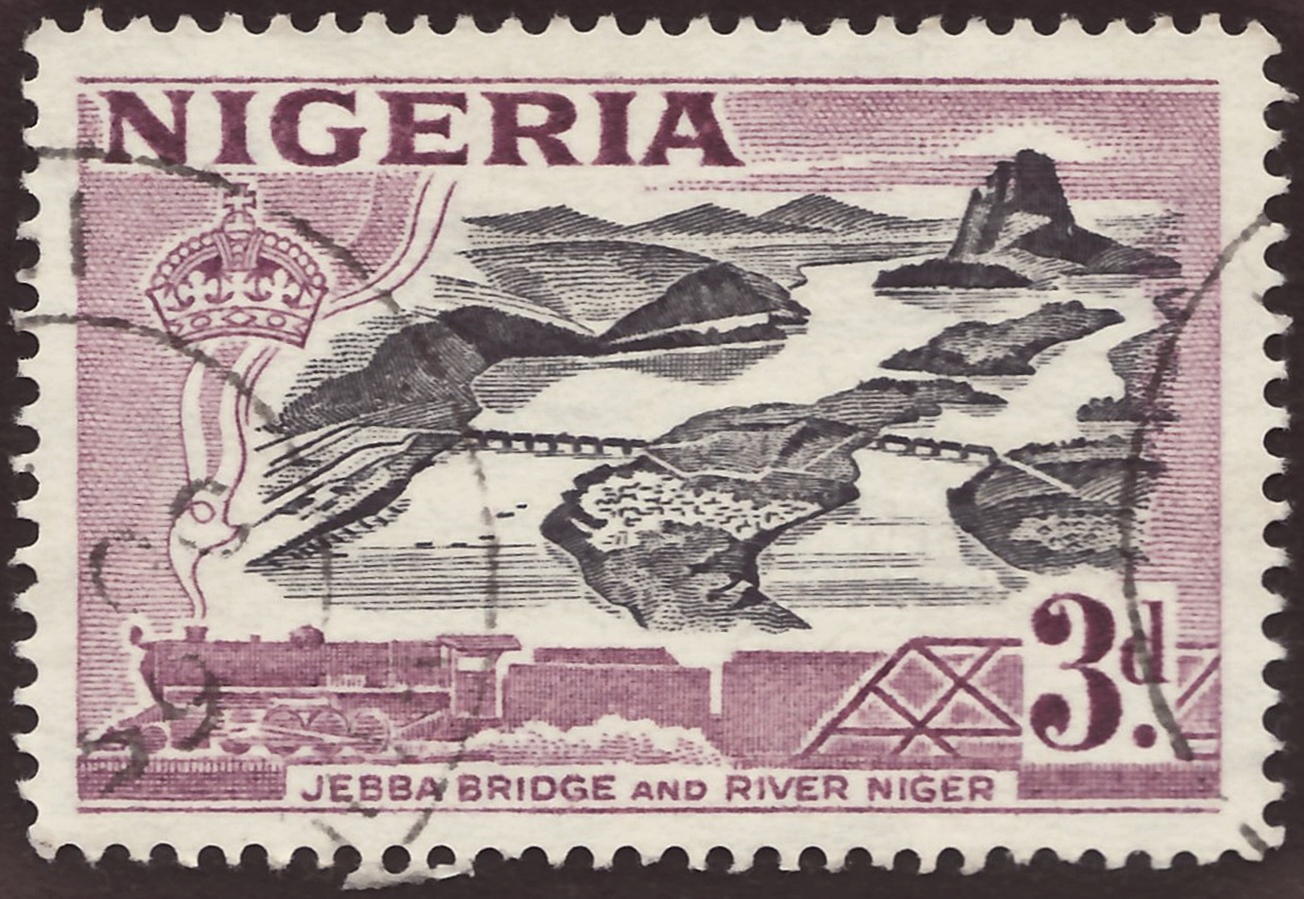
Железнодорожный мост через реку Нигер около Джеббы на почтовой марке Колониальной Нигерии, 1953 год

## История
Первая железнодорожная линия небольшой протяжённости была построена в 1895—1898 гг. между Лагосом и Абеокутой. К 1909 году она достигла реки Нигер около Джеббы, а после сооружения моста в 1916 году строительство железной дороги продвинулось на север, и в 1930 году она достигла Нгуру. Основная сеть железных дорог к востоку от реки Нигер была создана в 1916 — 1924 гг., в 1928 году железная дорога пришла в Лагос. Восточная ветвь завершена в 1964 году.
Сеть железных дорог состоит из двух магистралей, которые связывают порты побережья Гвинейского залива с глубинными районами страны на севере страны: Западной (Лагос – Ибадан – Минна – Кадуна, с выходом на Зариа, Кано и Нгуру) и Восточной (Порт-Харкорт – Энугу – Макурди – Джос – Майдугури), соединённых веткой Кадуна – Кафанчан.
Тем не менее, большая часть перевозок совершается по более дешёвым и удобным автомобильным дорогам, поэтому, по состоянию на конец 2018 года в Нигерии эксплуатировалось всего шесть локомотивов, которые в основном использовались для обслуживания пассажиров. Большинство железнодорожных линий находятся в тяжелом аварийном состоянии и нуждаются в замене. Нигерия занимает 47-е место в мире по протяжённости железных дорог.

### Дороги европейской колеи
Разработаны планы строительства около 8 тысяч километров линий колеи 1435 мм, которые должны соединить ряд крупнейших городов Нигерии. В июле 2016 года открыт участок европейской колеи длиной 186 километров Кадуна — Абуджа. Строительство вела китайская корпорация China Civil Engineering Construction Corporation. Стоимость строительства участка 876 млн долларов США, общая стоимость контракта — 8,3 млрд долларов. Финансировал строительство Эксим банк Китая.
В 1987 году при Ибрагиме Бабангида началось строительство железной дороги Варри — Итакпе длиной 326 километров. Железная дорога предназначалась для обеспечения поставок железной руды месторождения Итакпе-Хилл на металлургический завод в Аджаокуте и поставки стали на международный рынок через порт Варри. Строительство было брошено после постройки 254 километров. В 1999 году правительство Нигерии решило достроить железную дорогу. В июле 2018 года строительные работы закончились. Линию запланировано соединить с Центральной магистралью железнодорожной сети через Абуджу. Линия проходит через Адого (Adogo), Аджаокуту, Уроми, Игбанке, Агбор и Абраку. По состоянию на 2018 год все 12 промежуточных станций дороги находятся в стадии строительства. Поддерживать работу железной дороги будут 1000 наёмных работников. В 2020 году президент торжественно открыл 326 километровый участок Варри — Итакпе стандартной колеи, линия стала второй стандартной колеи в стране после железной дороги Абуджа — Кадуна, сданной в июле 2016 года.

## Железнодорожные связи со смежными странами
- Бенин — нет, изменение ширины колеи с 1067 мм, или с 1435 мм, на 1000 мм.
- Камерун — нет, изменение ширины колеи с 1067 мм, или с 1435 мм, на 1000 мм.
- Нигер — нет железных дорог.
- Чад — нет железных дорог.